# Micropodacanthus mouldsi
Micropodacanthus mouldsi är en insektsart som beskrevs av Brock och Jack W. Hasenpusch 2007. Micropodacanthus mouldsi ingår i släktet Micropodacanthus och familjen Phasmatidae. Inga underarter finns listade i Catalogue of Life.